# Saint-Marcel-sur-Aude
Saint-Marcel-sur-Aude é uma comuna francesa na região administrativa de Occitânia, no departamento de Aude. Estende-se por uma área de 8,37 km². Em 2010 a comuna tinha 2 058 habitantes (densidade: 245,9 hab./km²).